# Элегия Хиллбилли (книга)
«Эле́гия Хи́ллбилли» (англ. Hillbilly Elegy, букв. «Элегия деревенщины»; полное название — «Эле́гия Хи́ллбилли: воспомина́ния о семье́ и культу́ре в кри́зисе» (англ. Hillbilly Elegy: A Memoir of a Family and Culture in Crisis)) — автобиографическая книга Джей Ди Вэнса (в 2025 году стал 50-м вице-президентом США), изданная в 2016 году. Книга рассказывает о взрослении автора в семье выходцев из Аппалачей, переехавших в штат Огайо.

## Краткое содержание
Действия книги происходят в послевоенной Америке. Бабушка («Мамо») и дедушка («Папо») Вэнса переезжают на север из района Аппалачей в Кентукки в надежде на лучшую жизнь. Вэнс описывает в «Элегии Хиллбилли» своё детство в упадочном сталелитейном городе Мидлтауне, штат Огайо, куда его семья после Второй мировой войны переехала из округа Брегитт, штат Кентукки. Термин «хиллбилли» — пейоратив, обозначаемый жителей сельской местности.
Несмотря на достижение среднего класса, семья привезла с собой аппалачские ценности. Некоторые из них, такие как преданность и любовь к стране, были положительными, но другие, как склонность к насилию и словесным оскорблениям, мешали нормальной семейной жизни. В семье Вэнса царила нестабильность: его отец часто приходил домой пьяным, а мать была жестокой и беспомощной, страдая от наркотической зависимости. Она несколько раз проходила реабилитацию, но это не спасло её от наркотиков. Мать Вэнса также имела множество партнёров и несколько браков. Все эти проблемы оказывали сильное влияние на детей, создавая атмосферу хаоса и беспорядка в их жизни.
В книге «Элегии Хиллбилли» Вэнс затрагивает два основных аспекта: личные семейные истории и более широкие вопросы социальной ответственности. Вэнс размышляет о том, в какой мере он должен возлагать вину за бедственное положение своих родственников на их собственные ошибки, и насколько влияние окружающей среды и социальные обстоятельства способствовали их трудностям.

## Публикация
В июле 2016 года книга Hillbilly Elegy получила широкую известность после интервью с Джей Ди Вэнсом в The American Conservative. Из-за наплыва читателей сайт временно оказался недоступен.
В середине августа The New York Times сообщила, что с момента публикации интервью книга неизменно оставалась в десятке лучших бестселлеров Amazon. Первоначальный тираж книги составил 10 тысяч экземпляров, но позже её продажи достигли 500 тысяч экземпляров в твёрдом переплёте и 280 тысяч в аудио- и цифровом формате.
Вэнс назвал своего профессора договорного права в Йельском университете, Эми Чуа, «крёстной матерью» книги, поскольку именно она убедила его написать мемуары.

### Перевод на русский язык
Книга была переведена на русский язык Владимиром Игоревичем Бакановым под названием «Элегия Хиллбилли: История жизни одной семьи в условиях кризиса» и издана в 2020 году издательством «Бомбора».

## Отзывы

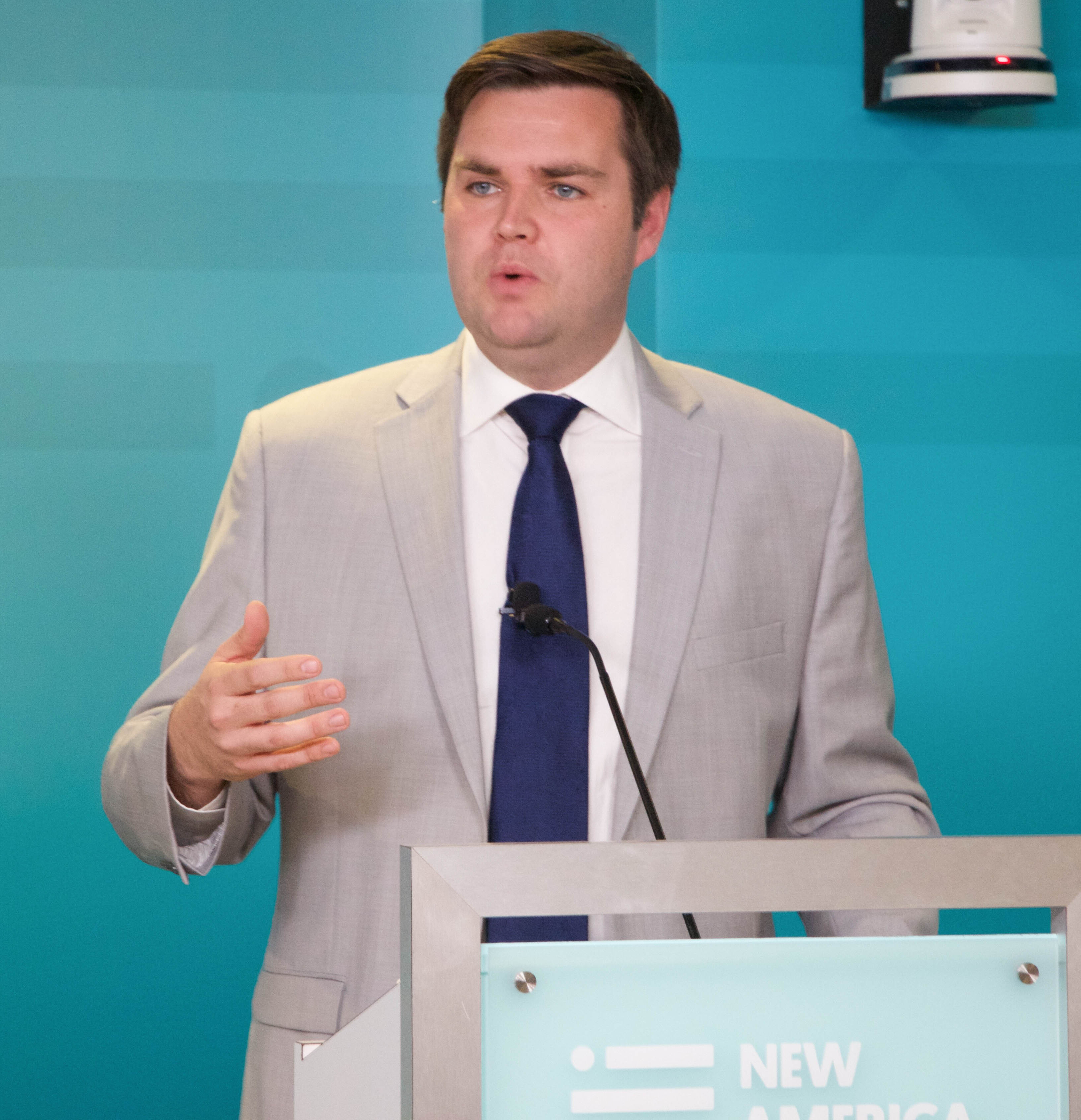
Вэнс обсуждает свои мемуары на мероприятии, посвящённом детской бедности, 2017 год

Книга возглавила список бестселлеров по версии The New York Times в августе 2016 года и январе 2017 года.
В положительном обзоре в The New York Times журналистка Дженнифер Сениор отметила, что противостояние Вэнса социальным табу заслуживает восхищения, независимо от того, согласен ли читатель с его выводами. Она описала книгу как «сострадательный и проницательный социологический анализ белого низшего класса, который помог сформировать политику восстания, включая восхождение Дональда Трампа». Сениор также подчеркнула, что тема книги — отчаяние, и что аргумент Вэнса был более великодушным, поскольку он обвинял фатализм и выученную беспомощность, а не лень.
В отчете Брукингского института за 2017 год отмечалось, что «Элегия Хиллбилли» Джей Ди Вэнса стала национальным бестселлером благодаря своему жестокому и эмоциональному портрету взросления в бедной сельской общине, охваченной наркоманией и нестабильностью, и в конечном итоге — преодолению этих трудностей. Рассказ Вэнса анекдотично подтверждает вывод отчёта о том, что стабильность семьи имеет важное значение для восходящей мобильности.
В интервью Süddeutsche Zeitung в июле 2023 года канцлер Германии Олаф Шольц назвал книгу «очень трогательной личной историей о том, как молодой человек с трудными стартовыми условиями прокладывает свой путь». Шольц признался, что книга тронула его до слёз, но отметил, что позиции, которые впоследствии занял Вэнс, он считает «трагическими».
Книга была положительно воспринята консерваторами, такими как обозревателем National Review Моной Чарен и обозревателем Slate Рейханом Саламом. В The American Conservative автор и блогер Род Дреер выразил восхищение «Элегией Хиллбилли» заявив, что Вэнс «делает выводы, которые некоторым людям может быть трудно принять. Вэнс заслужил право выносить такие суждения. Это была его жизнь. Он говорит с авторитетом, который был завоёван огромным трудом». Дреер опубликовал пост о своих теориях о том, почему либералы полюбили эту книгу. Обозреватель The New York Post и редактор Commentary Джон Подгорец назвал книгу одной из самых провокационных в 2016 году.
Однако другие журналисты критиковали Вэнса за то, что он слишком обобщал своё личное воспитание в пригороде Огайо. Джаред Йейтс Секстон из Salon раскритиковал Вэнса за его «вредоносную риторику» и поддержку политики, направленной на «ущемление бедных». Он утверждает, что Вэнс «полностью игнорирует роль расизма в противостоянии белого рабочего класса президенту Обаме». Сара Джонс из The New Republic высмеяла Вэнса, назвав его «лжепророком Синей Америки», а книгу — не более чем «списком мифов о королевах социального обеспечения, переделанным в учебник по белому рабочему классу». Историк Боб Хаттон в Jacobin критикует аргументацию Вэнса, называя её круговым рассуждением и евгеникой, заявляя, что она игнорирует существующие исследования бедности в Аппалачах и представляет собой «работу самовосхваления». Сара Смарш в The Guardian также выражает сомнение по поводу обобщений Вэнса о белом рабочем классе, отметив, что большинство угнетённых белых людей не являются консервативными протестантами из Аппалачей.